# Армитидж, Иэн
Иэн Армитидж (англ. Iain Armitage; род. 15 июля 2008, Саванна, Джорджия, США) — американский актёр кино, телевидения и озвучивания. Получил известность благодаря роли юного Шелдона Купера в ситкоме «Детство Шелдона».

## Биография
Отец Иэна — шотландский актёр Юэн Мортон, мать — Ли Армитидж, американский театральный продюсер. Дед по материнской линии — американский политик Ричард Армитидж, первый заместитель Госсекретаря США в 2001—2005 годах.
В январе 2017 года Армитидж дебютировал на телевидении в эпизоде телесериала «Закон и порядок: Специальный корпус» в роли маленького Тео Лашера, который был похищен. В телесериале HBO «Большая маленькая ложь» он исполнил роль Зигги Чапмена, сына одной из трёх главных героинь. Весной 2017 года он получил роль маленького Шелдона Купера в ситкоме «Детство Шелдона», который является спин-оффом и приквелом «Теории Большого взрыва».
Армитидж ведёт канал на видеохостинге YouTube, где публикует отзывы о театральных постановках.

## Фильмография
| Год       |    | Русское название                    | Оригинальное название             | Роль                    |
| --------- | -- | ----------------------------------- | --------------------------------- | ----------------------- |
| 2017      | с  | Закон и порядок: Специальный корпус | Law & Order: Special Victims Unit | Тео Лашер               |
| 2017      | ф  | Стеклянный замок                    | The Glass Castle                  | Брайан Уоллс в детстве  |
| 2017      | ф  | Наши души по ночам                  | Our Souls at Night                | Джейми Мур              |
| 2017      | ф  | Меня здесь нет                      | I’m Not Here                      | Стиви                   |
| 2017—2019 | с  | Большая маленькая ложь              | Big Little Lies                   | Зигги Чапмен            |
| 2017—2024 | с  | Детство Шелдона                     | Young Sheldon                     | Шелдон Купер            |
| 2018      | с  | Теория Большого Взрыва              | The Big Bang Theory               | Шелдон Купер в детстве  |
| 2020      | мф | Скуби-Ду!                           | Scoob                             | Шэгги Роджерс в детстве |
| 2021      | мф | Щенячий патруль в кино              | Paw Patrol: The Movie             | Гонщик                  |